# Globigerinidae
Famille
Les Globigerinidae sont une famille de foraminifères planctoniques, de l'ordre des Rotaliida, qui existent depuis le Jurassique moyen, il y a environ 170 Ma (millions d'années).

## Description et caractéristiques

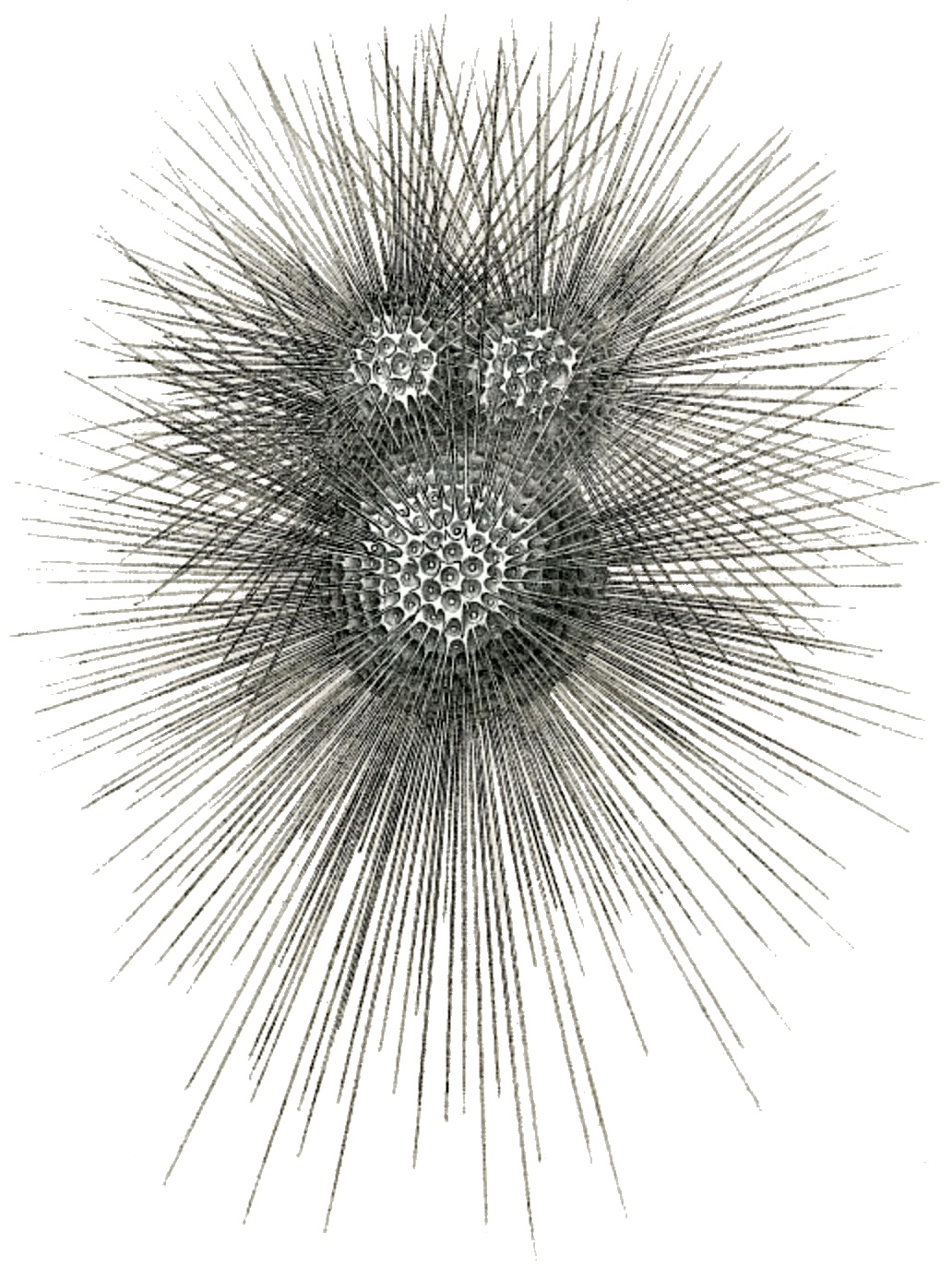
Schéma de Globigerina bulloides, avec ses extensions cytoplasmiques.

Les globigérines sont des foraminifères (organismes unicellulaires) planctoniques pélagiques.
Ils se construisent une puis plusieurs loges sphériques ou sub-sphériques selon les genres, d’où émergent, par une multitude de petits trous (les « foramens »), de longues expansions cytoplasmiques (les pseudopodes) formant des sortes de tentacules qui permettent la capture des proies (essentiellement du phytoplancton). Chacune de ces loges mesure généralement moins d'un millimètre de diamètre. Certains genres portent des ornementations telles que des épines. Certains comme les Orbulina privilégient une forme très ronde, alors que d'autres sont des agglutinats de loges très irrégulières (arrangement le plus souvent trochospiralé ou streptospiralé). 
Les foraminifères de cette famille sont relativement bien adaptés au mode de vie pélagique : test fin et léger, présence de graisses assurant la régulation de la flottabilité, forme arrondie permettant de faire rayonner les pseudopodes à 360°. Tout leur cycle biologique se déroule en haute mer où ils se développent généralement à faible profondeur avant de descendre progressivement, parfois jusqu'à plusieurs centaines de mètres. 
Cette famille est apparue au Jurassique moyen. Les globigérines constituent d'excellents fossiles stratigraphiques pour l'étude des paléoenvironnements, en s'accumulant et en se conservant (grâce à leur test calcifié) dans les roches sédimentaires.

## Liste des genres
Selon World Register of Marine Species (31 mai 2016) :
- sous-famille des Globigerininae Carpenter & al., 1862
  - genre Beella Banner & Blow, 1960
  - genre Globigerina d'Orbigny, 1826
  - genre Globigerinella Cushman, 1927
  - genre Globigerinoides Cushman, 1927
  - genre Globigerinoita Brönnimann, 1952 †
  - genre Globoturborotalita Hofker, 1976
  - genre Prosphaeroidinella Ujiié, 1976 †
  - genre Sphaeroidinella Cushman, 1927
  - genre Sphaeroidinellopsis Banner & Blow, 1959 †
  - genre Turborotalita Blow & Banner, 1962
- sous-famille des Orbulininae Schultze, 1854
  - genre Candorbulina Jedlitschka, 1934 †
  - genre Globigerinatella Cushman & Stainforth, 1945 †
  - genre Orbulina d'Orbigny, 1839
  - genre Polyperibola Liska, 1980 †
  - genre Praeorbulina Olsson, 1964 †
- sous-famille des Porticulasphaerinae Banner, 1982 †
  - genre Globigerinatheka Brönnimann, 1952 †
  - genre Inordinatosphaera Mohan & Soodan, 1967 †
  - genre Porticulasphaera Bolli & al., 1957 †

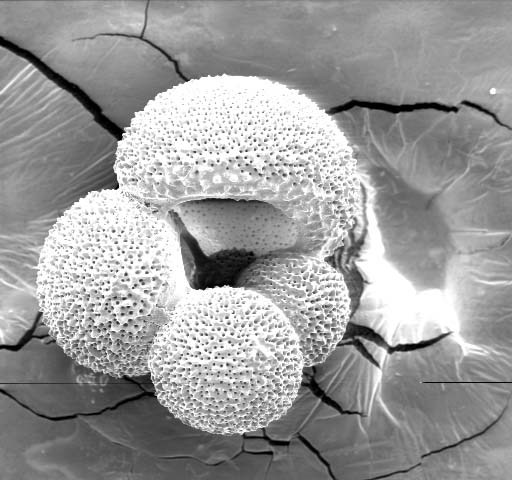
Globigerina bulloides
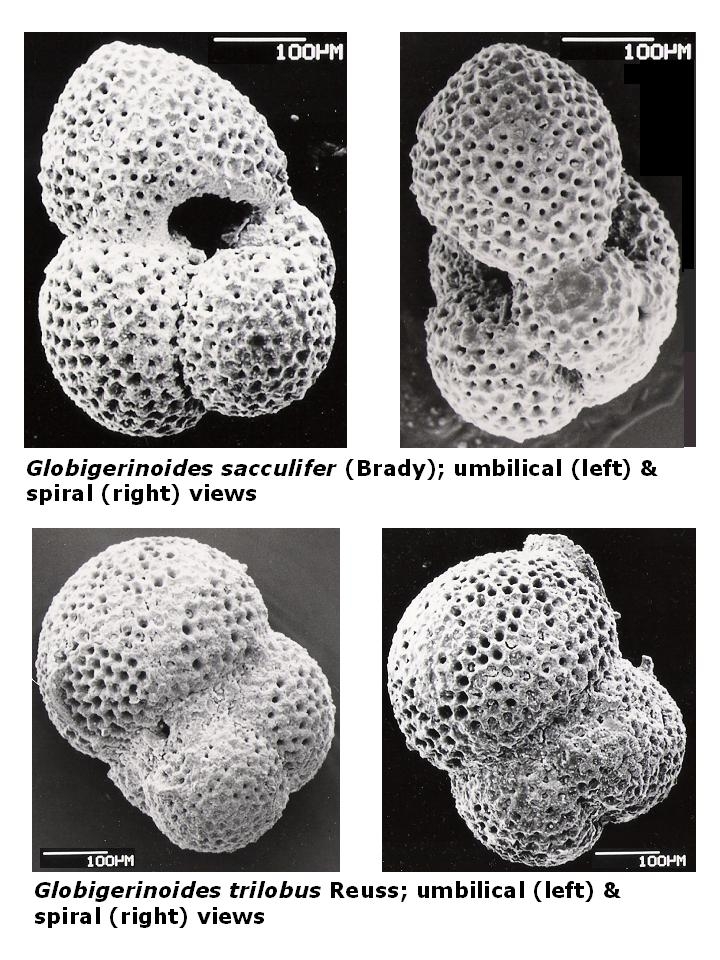
Deux espèces du genre Globigerinoides (fossiles du Pliocène).
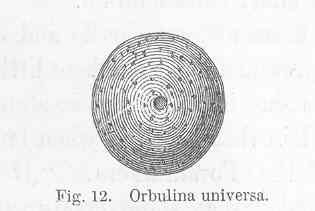
Orbulina universa.
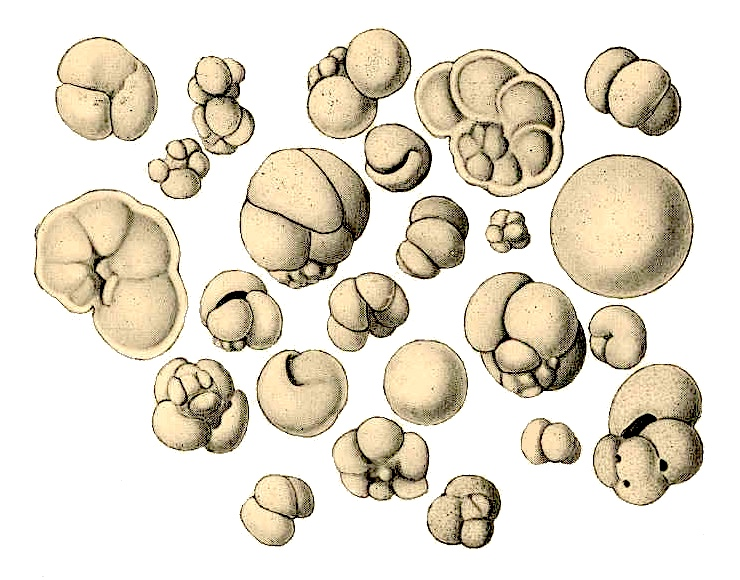
Schéma d'un assemblage naturel profond des Laquedives.